# Chaetarcturus cryophilus
Chaetarcturus cryophilus là một loài chân đều trong họ Antarcturidae. Loài này được Hille, Held & Wägele miêu tả khoa học năm 2002.